# Tennena Cone
Tennena Cone är ett berg i Kanada.   Det ligger i provinsen British Columbia, i den centrala delen av landet, 3 900 km väster om huvudstaden Ottawa. Toppen på Tennena Cone är 2 146 meter över havet. Tennena Cone ingår i Spectrum Range.
Terrängen runt Tennena Cone är kuperad åt sydväst, men åt nordost är den bergig.Trakten runt Tennena Cone är nära nog obefolkad, med mindre än två invånare per kvadratkilometer.. Det finns inga samhällen i närheten.
Trakten runt Tennena Cone är permanent täckt av is och snö.